# Дикий вузол

Приклад дикого вузла

Ди́кий ву́зол — патологічне вкладення кола в простір.
Дикі вузли можна знайти в деяких кельтських візерунках.[джерело?]

## Визначення
Вузол називається ручним, якщо він може бути «потовщений», тобто якщо існує його розширення до повного тора S 1 × D 2, який допускає вкладення в 3-сферу. В теорії вузлів і в теорії 3-многовидів часто слово «ручний» опускають.
Вузли, які не є ручними, називаються дикими і можуть мати патологічний поведінку.

## Приклади

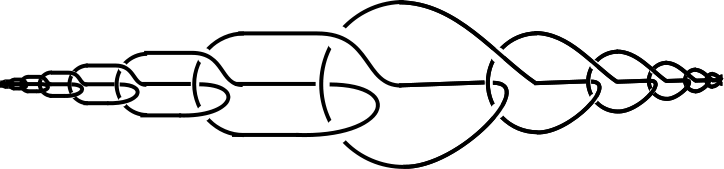
Дуга Фокса — Артіна

Дикими є вузли, що містять так звані дуги Фокса — Артіна — деякі прості дуги, отримані диким вкладенням в {\displaystyle E^{3}}. Наприклад, для дуги {\displaystyle L_{1}} фундаментальна група {\displaystyle p_{1}}({\displaystyle E^{3}L}) нетривіальна, для дуги {\displaystyle L_{2}} група {\displaystyle {\pi }_{1}(E^{3}/L)} тривіальна, але саме {\displaystyle E^{3}/L} не гомеоморфне доповненню в {\displaystyle E^{3}} до точки.
На малюнку наведено дикий вузол з однією дикою (патологічною) точкою. Легко побудувати дикий вузол, що містить кілька патологічних точок, нескінченне число таких точок, і навіть незліченну множину патологічних точок. У книзі Сосинського наведено побудову дикого вузла, патологічні точки якого утворюють множину Кантора.
Можна представити і дикий вузол, що містить більш складну множину — намисто Антуана.

## Властивості
- Вузол є ручним тоді і тільки тоді, коли його можна подати у вигляді скінченної ламаної.
- Гладкі вузли є ручними.

## Варіації та узагальнення
- Нетривіальні дикі вузли з'являються й у сферах старших розмірностей. Наприклад, за теоремою про подвійну надбудову, подвійна надбудова над сферою Пуанкаре гомеоморфна стандартній сфері {\displaystyle \mathbb {S} ^{5}}. При цьому екватор подвійної надбудови утворює в {\displaystyle \mathbb {S} ^{5}} дикий вузол і його доповнення має нетривіальну фундаментальну групу.